# یواس‌اس دیل (ای‌جی-۱۳۱)

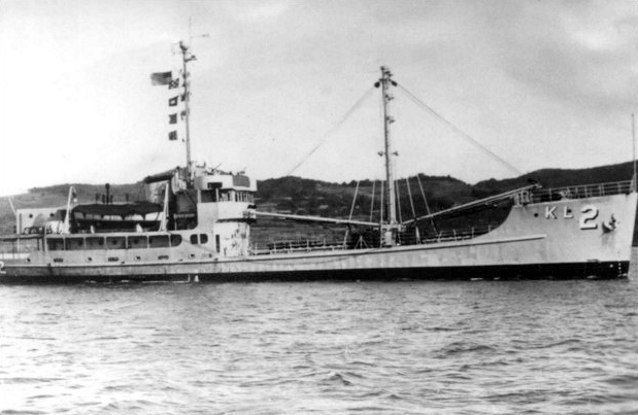
یواس‌اس دیل (ای‌جی-۱۳۱)

یواس‌اس دیل (ای‌جی-۱۳۱) (به انگلیسی: USS Deal (AG-131)) یک کشتی بود که طول آن ۱۷۷' بود.